# Hrabstwo Macoupin
Hrabstwo Macoupin – hrabstwo w USA, w stanie Illinois, według spisu z 2000 roku liczba ludności wynosiła 49 019. Siedzibą hrabstwa jest Carlinville.

## Geografia
Według spisu hrabstwo zajmuje powierzchnię 2247 km², z czego  2237 km² stanowią lądy, a 10 km² (0,47%) – wody.

### Sąsiednie hrabstwa
- Hrabstwo Sangamon – północny wschód

Stan Illinois na mapie USA

- Hrabstwo Montgomery – wschód
- Hrabstwo Madison – południe
- Hrabstwo Greene – zachód
- Hrabstwo Jersey – zachód
- Hrabstwo Morgan – północny zachód

## Historia
Hrabstwo Macoupin zostało utworzone 17 stycznia 1829 roku z terenów dwóch hrabstw Greene i Madison. Nazwa hrabstwa jest słowem indiańskim, oznaczającym "biały ziemniak". Nazwa nie nawiązuje jednakże do ziemniaka, który nie był uprawiany w północnej Ameryce w czasach prekolumbijskich, lecz odnosi się do strzałki – rośliny posiadającej jadalne korzenie i rosnącej w podmokłych terenach Illinois. Inną możliwością jest odniesienie nazwy do  amerykańskiego lotosu, również posiadającego korzenie, używanego jako roślina jadalna przez rodzimych mieszkańców Ameryki. Prawdopodobnie nazwę wprowadzono od nazwy potoku Macoupin.

## Demografia
Według spisu z 2000 roku hrabstwo zamieszkuje 49 019 osób, które tworzą 19 253 gospodarstw domowych oraz 13 631 rodzin. Gęstość zaludnienia wynosi 22 osób/km². Na terenie hrabstwa jest 21 097 budynków mieszkalnych o częstości występowania wynoszącej 9 budynków/km². Hrabstwo zamieszkuje 97,99% ludności białej, 0,82% ludności czarnej, 0,22% rdzennych mieszkańców Ameryki, 0,18% Azjatów, 0,03% mieszkańców wysp Pacyfiku, 0,15% ludności innej rasy oraz 0,61% ludności wywodzącej się z dwóch lub więcej ras, 0,62% ludności to Hiszpanie, Latynosi lub inni.
W hrabstwie znajduje się 18 253 gospodarstw domowych, w których 31,40% stanowią dzieci poniżej 18. roku życia mieszkające z rodzicami, 58,10% małżeństwa mieszkające wspólnie, 8,90% stanowią samotne matki oraz 29,20% to osoby nieposiadające rodziny. 25,60% wszystkich gospodarstw domowych składa się z jednej osoby oraz 13,70% żyje samotnie i ma powyżej 65. roku życia. Średnia wielkość gospodarstwa domowego wynosi 2,48 osoby, a rodziny wynosi 2,97 osoby.
Przedział wiekowy populacji hrabstwa kształtuje się następująco: 24,60% osób poniżej 18. roku życia, 8,30% pomiędzy 18. a 24. rokiem życia, 26,70% pomiędzy 25. a 44. rokiem życia, 22,90% pomiędzy 45. a 64. rokiem życia oraz 17,50% osób powyżej 65. roku życia. Średni wiek populacji wynosi 39 lat. Na każde 100 kobiet przypada 94,90 mężczyzn. Na każde 100 kobiet powyżej 18. roku życia przypada 90,90 mężczyzn.
Średni dochód dla gospodarstwa domowego wynosi 36 190 USD, a średni dochód dla rodziny wynosi 43 021 dolarów. Mężczyźni osiągają średni dochód w wysokości 34 369 dolarów, a kobiety 22 293 dolarów. Średni dochód na osobę w hrabstwie wynosi 17 298 dolarów. Około 7,10% rodzin oraz 9,40% ludności żyje poniżej minimum socjalnego, z tego 12,50% poniżej 18. roku życia oraz 7,90% powyżej 65. roku życia.

## Okręgi
- Barr
- Bird
- Brighton
- Brushy Mound
- Bunker Hill
- Cahokia
- Carlinville
- Chesterfield
- Dorchester
- Gillespie
- Girard utworzone przed 1921 rokiem.
- Hillyard
- Honey Point
- Mt. Olive
- Nilwood
- North Otter
- North Palmyra
- Polk
- Scottville
- Shaws Point
- Shipman
- South Otter
- South Palmyra
- Staunton
- Virden
- Western Mound

## Miasta
- Benld
- Bunker Hill
- Carlinville
- Gillespie
- Girard
- Mount Olive
- Nilwood
- Staunton
- Virden

## Wioski
- Brighton
- Chesterfield
- Dorchester
- Eagarville
- East Gillespie
- Hettick
- Lake Ka-ho
- Medora
- Modesto
- Mount Clare
- Palmyra
- Royal Lakes
- Sawyerville
- Scottville
- Shipman
- Standard City
- White City
- Wilsonville